# Sauteuse

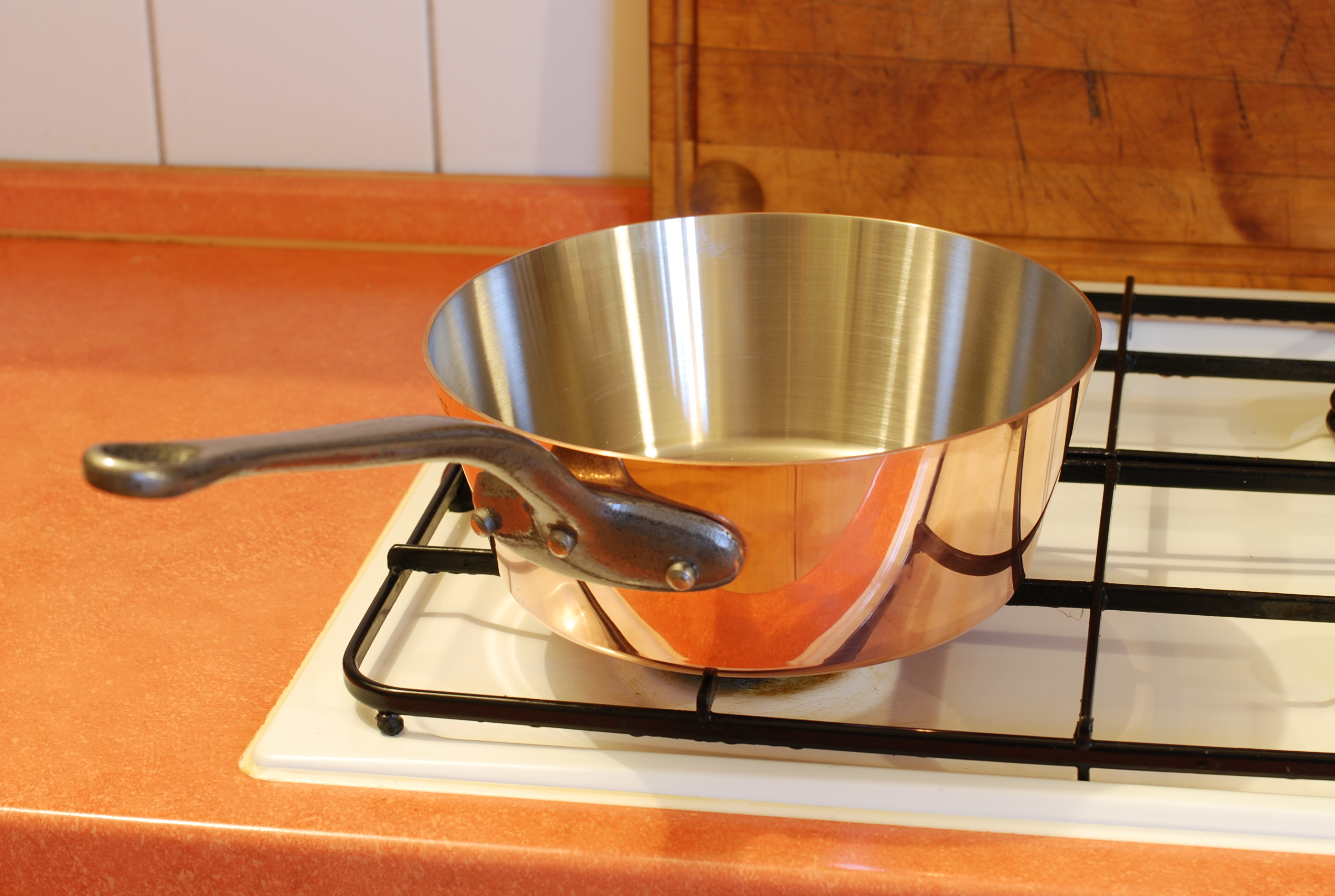
Sauteuse

Sauteuse är en slags kastrull med sluttande kanter. Den används dels för såsberedning, dels för att sautera (bryna utan att ta färg) något.